# Azemiops feae
Azemiops feae (víbora de Fea) es una especie de víboras primitivas de la familia de las víboras. Lleva el nombre del zoólogo y explorador italiano Leonardo Fea. El estatus taxonómico de esta especie (muy extendida en el sudeste asiático) sigue siendo objeto de debate; probablemente los representantes de la especie Azemiops sean las especies más primitivas dentro de las víboras. La víbora de Fea es muy rara, por lo que se sabe muy poco sobre su estilo de vida.

## Características
La víbora de Fea tiene una longitud media de unos 80 centímetros y puede alcanzar una longitud máxima de un metro. Es una serpiente de escamas lisas, relativamente delgada, con una cabeza elíptica, aplanada y poco ensanchada, cuya parte superior está cubierta de grandes escamas. El cuerpo es cilíndrico y relativamente delgado, con una cola corta. La coloración de la serpiente es muy llamativa. La parte superior es mayoritariamente azul-negra con bandas transversales estrechas y muy espaciadas de color rojo anaranjado. A veces sólo se forman como medias bandas unilaterales alternas, que no se unen en el centro de la espalda. La cabeza es de color rojo anaranjado a blanquecino. La parte superior de la cabeza es negra con una franja central amarillenta. En detalle, las escamas prefrontales, las escamas frontales y las últimas escamas temporales anteriores son negras. La franja mediana divide la cabeza en dos mitades y se extiende hasta la decimoquinta vértebra. Por encima de la séptima y décima vértebra se ensancha, mientras que se estrecha hacia la parte posterior. El ojo es amarillento con una pupila alineada verticalmente. La cara ventral es de color gris claro con un ligero tinte rosado. En la parte central del cuerpo tiene unas 17 filas de escamas, que a diferencia de otras víboras no tienen quilla. Las 180 a 189 escamas abdominales son redondeadas, la parte inferior de la cola tiene de 42 a 53 filas de subcaudales pareadas. Las escamas anales no están divididas.
El hocico de la serpiente es corto y ancho (ligeramente más ancho que largo). Los parietales son tan largos como su distancia a la punta del hocico. Las escamas labiales superiores (supralabiales) están directamente unidos a las escamas oculares inferiores (suboculares), en lugar de estar separados de ellos por una hilera de escamas como en todas las demás víboras. En total, la serpiente tiene seis escamas labiales superiores y de siete a ocho escamas labiales inferiores (sublabiales), de dos a tres escamas oculares anteriores (preoculares) y de uno a dos escamas oculares posteriores (postoculares). Debajo de la cabeza hay un par de escamas cortas en la barbilla, separadas de las escamas ventrales por tres filas horizontales de escamas pequeñas. Los dientes venenosos, relativamente cortos, que se sitúan en la parte delantera de la mandíbula, tienen un surco desde la punta del diente hasta la abertura de salida del canal venenoso, a diferencia de lo que ocurre en todas las demás víboras, así como un ensanchamiento en forma de hoja en la parte posterior del diente. Los otros huesos del maxilar superior, el palatino y el pterigoideo, están dotados de numerosos dientes pequeños.
A diferencia de las víboras de fosetas (Crotalinae) y las víboras verdaderas (Viperinae), esta serpiente tiene una serie de características que se consideran originales de todas las víboras. Estas características, que recuerdan a las de las víboras venenosas, son el cuerpo relativamente delgado y la cabeza alargada cubierta por grandes escamas. Además, debido al hábitat frío, probablemente pone huevos (esto aún no se ha aclarado con exactitud). Las marcas en forma de bandas cruzadas, que recuerdan a las kraits, también son inusuales para las víboras. Por otra parte, la víbora de Fea comparte características con otras víboras, especialmente la estructura general del cráneo y las similitudes en la histología de las glándulas venenosas.

## Hábitat
El hábitat de la víbora de Fea se extiende desde el centro de China (desde el oeste de Yunnan y el sur de Shaanxi hacia el este hasta Zhejiang, y el sur hasta Guangxi; Guizhou, Sichuan, Fujian, Jiangxi) hasta el norte de Myanmar, el norte de Vietnam y el sureste del Tíbet en zonas montañosas aisladas. Sin embargo, no se dispone de información exacta sobre la distribución, ya que la serpiente sólo se ha podido encontrar en contadas ocasiones. Además, no está claro hasta dónde se expande la especie hacia el este y en qué zonas se puede observar la parapatría entre Azemiops feae y Azemiops kharini. Las referencias bibliográficas a este respecto suelen referirse a Azemiops feae s. lat. y no está del todo claro si se trata de poblaciones de Azemiops kharini
Su hábitat son los bosques de montaña frescos y húmedos, desde los 600 hasta los 1.000 m de altitud. Prefiere lugares más frescos con temperaturas medias de entre 20 a 25 °C. La especie rara vez se encuentra a lo largo de las carreteras o en los campos de arroz; en Vietnam, su hábitat son los bosques de bambú con una capa de hojarasca blanda. En China, en cambio, el hábitat son los bosques de arbustos sueltos en las montañas.

## Estilo de vida
El estilo de vida, la dieta y la reproducción de esta especie es todavía un enigma. La serpiente es nocturna y prefiere el subsuelo húmedo y fresco, con temperaturas entre los 18 y 20 °C. El periodo de actividad es de marzo a noviembre, el resto del año los animales hibernan. Sin embargo, no saben cavar, pero se ha observado que mueven la tierra con el hocico.
Un ejemplar en cautiverio comía ratones, al igual que un ejemplar salvaje, donde tras una captura se encontró una musaraña de la especie Crocidura attenuata en el estómago. Se considera que otros alimentos son pequeños reptiles, aunque en cautividad se rechazan todas las especies de reptiles, anfibios y peces como alimento. Cuando se ve amenazado, el cuerpo se aplana, haciéndolo más ancho y las mitades de la mandíbula inferior se separan para que la cabeza también se vuelva triangular. En algunos ejemplares capturados, también se pudo observar una vibración de la cola. Cuando se ve acorralada, la serpiente muerde, pero no siempre despliega sus colmillos.
Se ha observado que el comportamiento de apareamiento de la víbora de Fea es similar al de otras víboras. Los dos compañeros de apareamiento primero se arrastran en paralelo. El macho empieza a envolver su cuerpo delantero alrededor de la hembra durante el apareamiento mientras inserta uno de los dos hemipenes. El apareamiento dura unos 10 minutos y los pocos apareamientos conocidos se han observado a principios de julio. La víbora probablemente pone huevos, es decir, es ovípara, aunque se desconoce el tamaño de las puestas y el aspecto de las crías. Esta suposición proviene del hallazgo de dos hembras que tenían múltiples folículos ováricos en su oviducto. Sin embargo, el examen de los oviductos y del tracto sexual no permitió llegar a una conclusión concreta sobre la puesta de huevos.

## Taxonomía

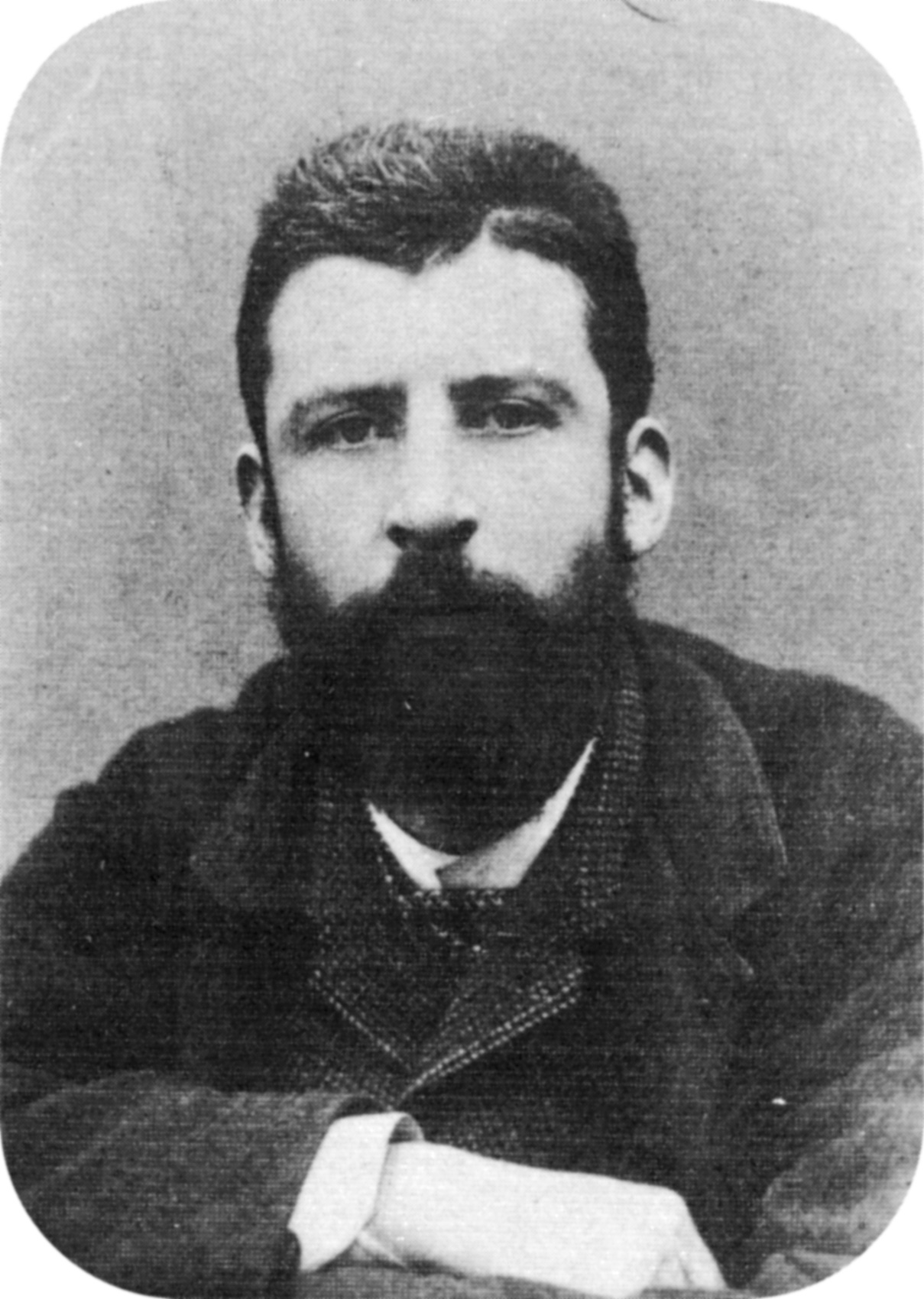
Leonardo Fea, homónimo de la víbora de Fea

La primera descripción fue realizada en 1888 por George Albert Boulenger a partir de dos serpientes recogidas por Leonardo Fea. No fue hasta 1935 cuando se añadieron tres ejemplares a los dos ejemplares únicos conocidos por la ciencia con anterioridad. En 1985, se exportó un pequeño número de víboras de Fea vivas desde el norte de Myanmar (entonces Birmania), pero no sobrevivieron mucho tiempo en cautividad. En sus países de origen, estos animales también son vistos rara vez, pero regularmente.
Basándose principalmente en los datos del ADN mitocondrial, así como en la composición del veneno, la víbora de Fea se sitúa ahora como un taxón basal de las víboras (Viperidae). Sin embargo, otros estudios de biología molecular la sitúan como un grupo hermano de las víboras de fosetas (Crotalinae) dentro de las víboras y en base a algunas características morfológicas como la forma de la pupa y del cuerpo, también se ha supuesto que está relacionada con las víboras sapo (Causinae).

## Veneno
Como todas las víboras, la víbora de Fea es venenosa, pero no se conocen casos de envenenamiento en humanos. La cantidad de veneno de cinco serpientes ordeñadas fue de aproximadamente 1,75 mg de peso seco; no se pudieron obtener cantidades apreciables de dos serpientes. La dosis letal LD50 en ratones con un peso corporal de 18 a 22 gramos es de aproximadamente 0,52 mg. La composición no ha sido completamente dilucidada; sobre la base de investigaciones electroforéticas, se pudieron determinar 22 componentes proteicos diferentes con masas molares de 10.000 a 80.000 u. Se desconoce la cantidad de veneno liberado durante la mordedura, probablemente sea significativamente mayor que la dosis letal para la presa.
Los estudios de Bryan Grieg Fry muestran un gran parecido con el veneno de la víbora de la lanza de Wagler (Tropidolaemus wagleri). Otros estudios, sin embargo, muestran la cercanía con los venenos de las víboras verdaderas, con la excepción de que el veneno de la víbora de Fea no tiene un efecto coagulante de la sangre ni destructor de células sanguíneas (hemolítico) y muscular (miotóxico).
En ratones, la toxina en dosis letales de 0,4 a 0,6 mg induce una serie de síntomas sistémicos. Ya unos 10 minutos después de la inyección de la toxina, se puede observar un agrandamiento de los vasos sanguíneos de los oídos (vasodilatación). Después de unos 20 a 40 minutos, los animales se aletargan y la frecuencia respiratoria disminuye, tras lo cual los animales se vuelven flácidos y se produce la parálisis, con los animales apenas capaces de sentarse. La muerte se produce después de 85 a 150 minutos; Si se sobrevive después de este plazo, los animales logran recuperse completamente. Como antivenenos, son especialmente eficaces los agentes contra los venenos de la víbora tigre (Notechis), la víbora de la muerte (Acantophis), la mamba (Dendroapsis) y la cobra de Asia Central (Naja oxiana), así como diversos antivenenos de amplio espectro.